# 顕彰碑
顕彰碑（けんしょうひ）とは、個人の著名でない功績や善行などを称えて、広く世間に知らしめるために建てられる石碑などのこと。

## 日本に建てられた顕彰碑（例）
- 黒石ゆかりの四大作曲家歌碑顕彰碑 - 青森県
- 長谷川水戸口顕彰碑 - 青森県
- トニー・ザイラー顕彰碑 - 山形県
- 国恩記顕彰碑[1] - 宮城県
- 上原敏顕彰碑 - 秋田県
- 佐川官兵衛顕彰碑 - 福島県
- 西郷四郎顕彰碑 - 福島県
- 佐渡金山顕彰碑 - 新潟県
- 三波春夫顕彰碑 - 新潟県
- 宇都宮常設球場顕彰碑 - 栃木県
- 大山倍達之顕彰碑[2] - 埼玉県
- 平廣常顕彰碑 - 千葉県
- 三好達治文学顕彰碑 -東京都
- 道元禅師顕彰碑 - 神奈川県
- 長州藩士（治水）顕彰碑[3] - 岐阜県
- 梅田雲浜遺蹟顕彰碑 - 奈良県
- 乾十郎顕彰碑 - 奈良県
- 角倉了以翁顕彰碑 -京都府
- パール博士顕彰碑[4] - 京都府
- 荻野吟子顕彰碑 - 和歌山県
- 阿須賀神社・熊野神邑顕彰碑 - 和歌山県
- 高木顕明師顕彰碑[5] - 和歌山県
- 生田長江の顕彰碑 - 鳥取県
- 和気清麻呂顕彰碑 - 岡山県
- 咽声忠左衛門の顕彰碑 - 広島県
- 高杉晋作顕彰碑 - 山口県
- 長州五傑顕彰碑 - 山口県
- 神武天皇聖蹟顕彰碑 - 大分県・福岡県・広島県・岡山県・大阪府・和歌山県・奈良県
- 吉田学軒 （吉田増蔵）顕彰碑 - 福岡県
- 久松五勇士顕彰碑[6] - 沖縄県